# Isarco Ravaioli
Isarco Ravaioli (Ravenna, 3 marzo 1933 – Roma, 15 febbraio 2004) è stato un attore italiano.

## Biografia
Diplomatosi come insegnante elementare inizia a lavorare in una scuola, ma essendo appassionato di recitazione decide di trasferirsi a Roma per frequentare i corsi di recitazione di Pietro Sharoff, ottenendo subito dopo alcune piccole scritture in alcuni film. Nel 1954 si iscrive al Centro sperimentale di cinematografia di Roma sino a diplomarsi nel 1957, continuando a recitare su vari set. Prende parte complessivamente a circa 80 film, sempre però ricoprendo parti secondarie, sino all'abbandono dell'attività nel 1987. Frequenti furono anche le partecipazioni alla prosa radiofonica e televisiva della Rai.

## Filmografia
- La storia del fornaretto di Venezia, regia di Giacinto Solito (1952)
- La muta di Portici, regia di Giorgio Ansoldi (1952)
- François il contrabbandiere, regia di Gianfranco Parolini (1953)
- La schiava del peccato, regia di Raffaello Matarazzo (1954)
- I tre ladri, regia di Lionello De Felice (1954)
- La figlia del forzato, regia di Gaetano Amata (1954)
- Moglie e buoi..., regia di Leonardo De Mitri (1955)
- Accadde di notte, regia di Gian Paolo Callegari (1956)
- Caporale di giornata, regia di Carlo Ludovico Bragaglia (1958)
- Il bacio del sole (Don Vesuvio), regia di Siro Marcellini (1958)
- Perfide ma... belle, regia di Giorgio Simonelli (1959)
- L'arciere nero, regia di Piero Pierotti (1959)
- Psicanalista per signora, regia di Jean Boyer (1959)
- Caravan petrol, regia di Mario Amendola (1959)
- La cento chilometri, regia di Giulio Petroni (1959)
- La notte brava, regia di Mauro Bolognini (1959)
- Ben-Hur, regia di William Wyler (1959)
- Il principe fusto, regia di Maurizio Arena (1960)
- L'amante del vampiro, regia di Renato Polselli (1960)
- Saffo, venere di Lesbo, regia di Pietro Francisci (1960)
- Un giorno da leoni, regia di Nanni Loy (1960)
- La grande vallata, regia di Angelo Dorigo (1961)
- Arrivano i titani, regia di Duccio Tessari (1962)
- L'affondamento della Valiant, regia di Roy Ward Baker (1962)
- Vita privata, regia di Louis Malle (1962)
- Vulcano, figlio di Giove, regia di Emimmo Salvi (1962)
- Anno 79 - La distruzione di Ercolano, regia di Gianfranco Parolini (1962)
- Il vecchio testamento, regia di Gianfranco Parolini (1963)
- La mano sul fucile, regia di Luigi Turolla (1963)
- Super rapina a Milano, regia di Adriano Celentano (1964)
- I maniaci, regia di Lucio Fulci (1964)
- F.B.I. operazione Baalbeck, regia di Marcello Giannini (1964)
- Sandokan alla riscossa, regia di Luigi Capuano (1964)
- Gli eroi di Fort Worth, regia di Alberto De Martino (1964)
- Squillo, regia di Mario Sabatini (1965)
- Agente segreto 777 - Operazione Mistero, regia di Enrico Bomba (1965)
- I criminali della galassia, regia di Antonio Margheriti (1965)
- I diafanoidi vengono da Marte, regia di Antonio Margheriti (1966)
- Djurado, regia di Giovanni Narzisi (1966)
- 3 colpi di Winchester per Ringo, regia di Emimmo Salvi (1966)
- LSD - Inferno per pochi dollari, regia di Massimo Mida (1967)
- Little Rita nel West, regia di Ferdinando Baldi (1967)
- Wanted Johnny Texas, regia di Emimmo Salvi (1967)
- Flashman, regia di Mino Loy (1967)
- Diabolik, regia di Mario Bava (1968)
- Omicidio per vocazione, regia di Vittorio Sindoni (1968)
- Colpo sensazionale al servizio del Sifar, regia di José Luis Merino (1968)
- Satanik, regia di Piero Vivarelli (1968)
- O tutto o niente, regia di Guido Zurli (1968)
- Testa o croce, regia di Piero Pierotti (1969)
- Quel giorno Dio non c'era, regia di Osvaldo Civirani (1970)
- 6 dannati in cerca di gloria, regia di Jean Negulesco (1970)
- Uccidi Django... uccidi per primo!!!, regia di Sergio Garrone (1971)
- I giardini del diavolo, regia di Alfredo Rizzo (1971)
- Vamos a matar Sartana, regia di Mario Pinzauti (1971)
- I corsari dell'isola degli squali, regia di José Luis Merino (1972)
- La verità secondo Satana, regia di Renato Polselli (1972)
- La vergine di Bali, regia di Guido Zurli (1972)
- Il seme di Caino, regia di Marco Masi (1972)
- Rivelazioni di uno psichiatra sul mondo perverso del sesso, regia di Renato Polselli (1973)
- L'orgia dei morti, regia di José Luis Merino (1973)
- Mania, regia di Renato Polselli (1974)
- La linea del fiume, regia di Aldo Scavarda (1976)
- Kaput Lager - Gli ultimi giorni delle SS, regia di Luigi Batzella (1977)
- Gola profonda nera, regia di Guido Zurli (1977)
- Gli uccisori, regia di Fabrizio Taglioni (1977)
- Il commissario Verrazzano, regia di Franco Prosperi (1978)
- Duri a morire, regia di Joe D'Amato (1979)
- Oscenità, regia di Renato Polselli (1980)
- Il trono di fuoco, regia di Franco Prosperi (1983)

## Prosa radiofonica Rai
- Daniele tra i leoni di Guido Cantini, regia di Anton Giulio Majano, in onda il 28 aprile 1958.